# Kettle (videogioco)
Kettle è un videogioco sparatutto a scorrimento con protagonista un bollitore volante (kettle, in inglese), pubblicato a fine 1986 per Amstrad CPC e Commodore 64, dall'editrice britannica Alligata Software.

## Modalità di gioco
Il giocatore controlla il bollitore che può volare in ogni direzione e deve attraversare un sotterraneo formato da 30 livelli a crescente grado di difficoltà e complessità dei percorsi. L'ambiente è bidimensionale, con visuale di lato e scorrimento multi-direzionale, perlopiù lungo corridoi orizzontali. Per superare un livello occorre trovare un apriscatole in grado di aprire il portello di uscita. I nemici sono bolle fluttuanti emesse da una sorta di budelli ancorati al suolo. Colpendo ripetutamente un budello, questo si distrugge e diventa un diamante, che colpito ulteriormente può diventare un bonus, un alieno da colpire, o l'apriscatole. Il bollitore ha una quantità di energia, che si perde al contatto con nemici e pareti, e ha una sola vita.
L'arma del giocatore, chiamata Crizza, è un oggetto che gira costantemente intorno al bollitore e si può sparare in orizzontale, con gittata proporzionale a quanto a lungo si preme il pulsante, e che poi riappare subito attorno al bollitore. Il Crizza può colpire i nemici sia quando viene sparato, sia mentre gira. Un'opzione di gioco permette di scegliere se, quando viene sparato e colpisce, si ferma oppure trapassa i bersagli.
Possono partecipare due giocatori in simultanea, con lo schermo diviso orizzontalmente per mostrare la visuale indipendente di ciascun bollitore. Anche quando si gioca da soli lo schermo è comunque diviso e la metà in basso non viene utilizzata. L'obiettivo in modalità multigiocatore rimane il medesimo, i bollitori non possono colpirsi tra loro e chiunque può aprire l'uscita. Esiste anche l'opzione per controllare due bollitori in giocatore singolo; in questo caso il secondo si limita a seguire automaticamente il primo, aiutandolo con la rotazione del Crizza.